# 波士顿学院站
波士顿学院站（英語：Boston College station）是马萨诸塞湾交通局轻轨绿线B支线终点站。车站坐落于波士顿学院布莱顿校区的圣伊格内修斯广场，靠近联邦大道与湖街路口。车站最初于1896年开始运营，从1900年开始就是联邦大道线的终点站。马萨诸塞湾交通局计划在当前车站附近，湖街东侧建造一座新的车站替换掉当前的破旧车站。

## 历史

### 早年的车站

1900年3月，一辆波士顿架高铁路有轨电车停靠在湖街站

1896年8月15日，波士顿架高铁路(BERy)在新建成的联邦大道上铺设轨道，轨道从牛顿市一直铺设到栗山大道的克利夫兰环岛与比肯斯街线相连。除了从西端街道铁路继承来的水城线以外，波士顿架高铁路并没有在牛顿市经营运输服务的权限。作为折中计划，1895年联邦大道街到铁路在联邦大道宽阔的中央隔离带上建造通向奥本代尔的铁路。不久后就被米德尔塞克斯及波士顿街铁路(M&B)收购。两条铁路线在湖街站交汇。
1897年9月1日起，波士顿架高铁路的列车开始往返于湖街站和公园街站。1900年5月26日，联邦大道上栗山大道站至派卡角站铁轨铺设完成，湖街站成为联邦大道线的终点站。

### 向北延伸

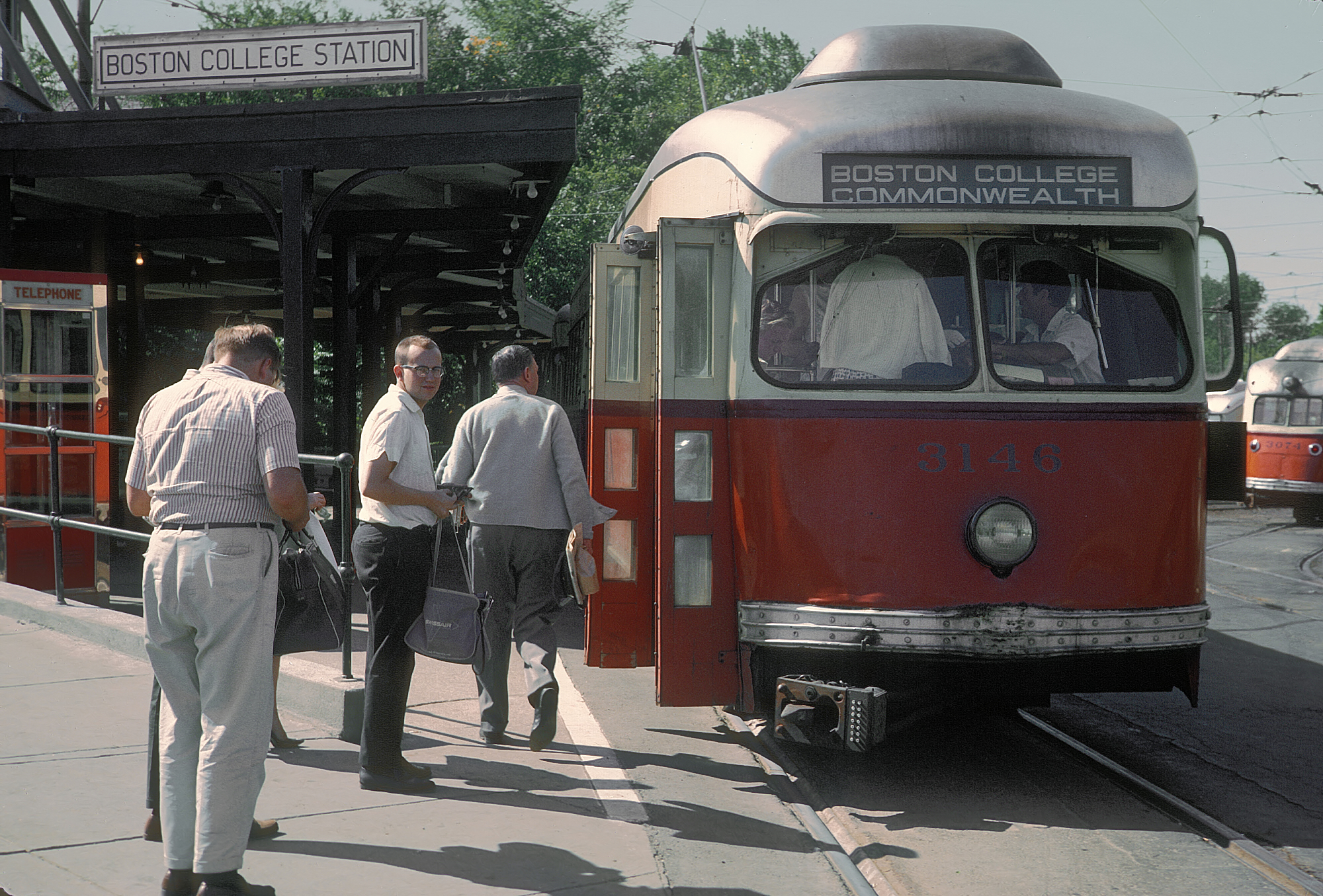
停靠在1930年建成的站台边的列车。照片拍摄于1965年

1916年前后，波士顿架高铁路在联邦大道北部建筑了一座车辆厂。它与米德尔塞克斯及波士顿街铁路共同使用一段轨道。1918年11月20日，一辆属于波士顿架高铁路的停止服务的列车从山上滑下，撞毁车站并造成候车乘客死亡。
米德尔塞克斯及波士顿街铁路在联邦大道上的其他服务线在1930年后被公交车所取代，波士顿架高铁路也不再需要中央隔离带车站。于是在1930年9月12日，他们在车辆厂内设立了站台和候车室代替车站。公交车车站就设立在新的站台旁边。1947年5月21日，波士顿学院购买了车站附近徒弟作为其牛顿校区校园后，车站重新命名为波士顿学院站。
1979年5月23日，马萨诸塞湾交通局在湖街车辆厂新增维修中心，以缓解湖滨站和水库站车辆维护厂的工作量。也就是在这个时间，马萨诸塞湾交通局在道路中央隔离带又建起了辅助站台。站台于1980年至1981年车站翻新时拆除。

### 新车站

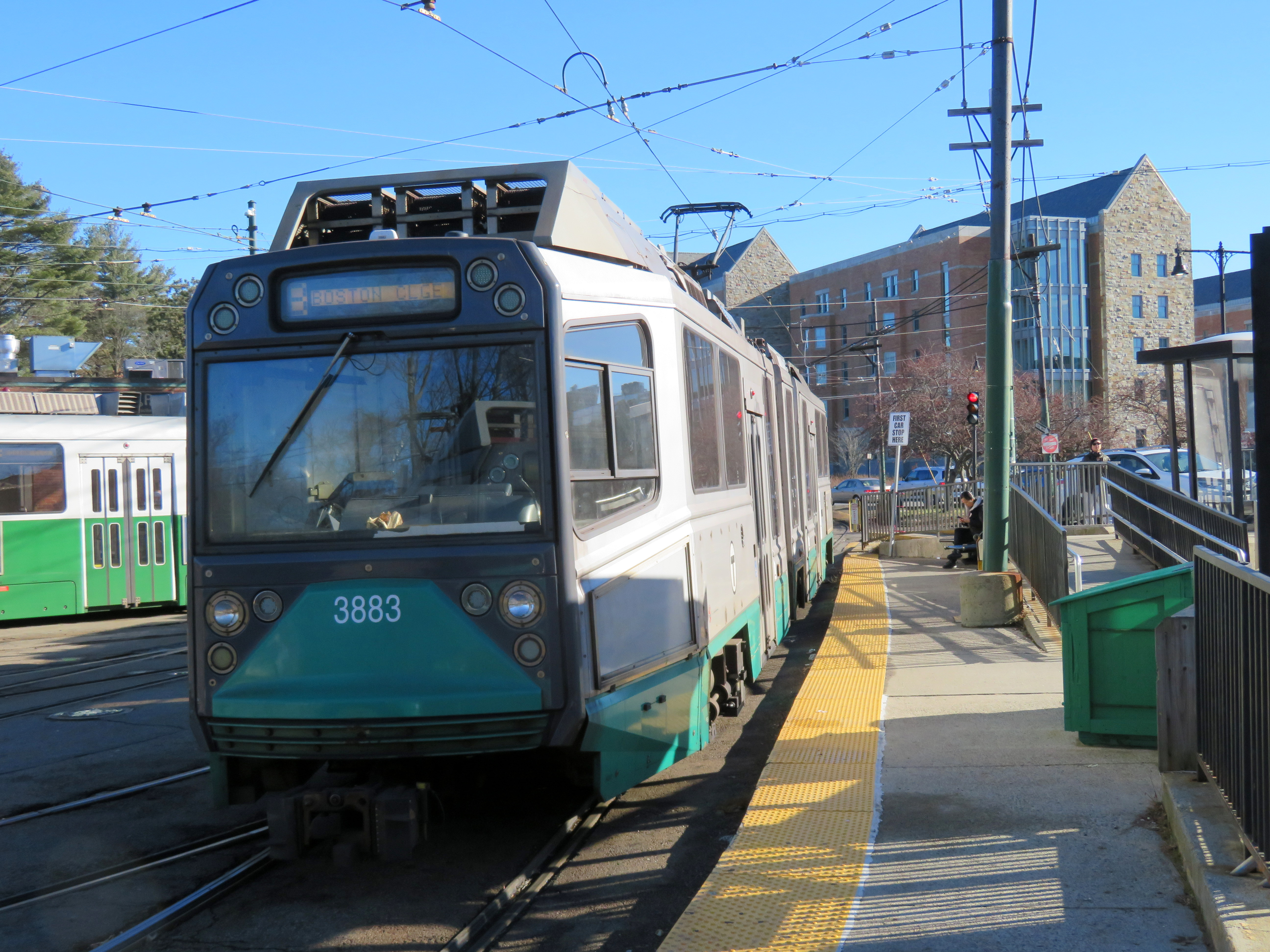
2009年开放的新车站站台

2007年，波士顿学院公布了学院10年规划，其中计划将波士顿学院站重新安置在联邦大道中央隔离带。晚些时间波士顿学院同意对车站的迁移工程进行财政支持，并贡献部分校园土地，扩宽联邦大道便于安置车站。2009年，MBTA斥资29.6万美元搭建了临时站台以解决无障碍乘车问题。
2012年11月，车站迁移设计环境评估完成，总体设计进度达到30%，由于预算紧缺，自此之后无进一步进展。据估计，2000万美元工程资金到位后，需要2年建成新车站。
新车站将设置两个侧式站台，到达站台只用于卸客，相对较窄，发车站台设有候车区和屋檐，相对宽阔。新车站建成后，到达波士顿学院站的列车不需要横穿街道到达车站站台，使联邦大道路面交通更加通畅，尽管有轨电车回到车辆厂仍旧需要横穿马路，但也能减少89%的交通拥堵。新车站为架高车站，方便轮椅上下列车。

## 车站结构
| G 街道/站台层 | 侧式月台，右侧开门 | 侧式月台，右侧开门 |
| G 街道/站台层 | 出城               | 终点站             |
| G 街道/站台层 | 入城               | 往公园街 （南街）  |
| G 街道/站台层 | 侧式月台，右侧开门 |                    |

## 公交换乘
往返于湖街和奥本代尔的535路公交车于1976年停止运营。 波士顿学院有其校内摆渡车，但是摆渡车车站设在校园内，而不在轻轨站。